# Calf of Man
Calf of Man oder yn Cholloo in der Manx-Sprache ist eine Insel weniger als 500 Meter südwestlich der Isle of Man, und von dieser durch den Calf Sound und der darin liegenden winzigen Felseninsel Kitterland getrennt. Etwa einen Kilometer südwestlich von Calf of Man liegt der Felsen Chicken Rock, das südlichste zur Isle of Man gehörige Gebiet. Auf ihm befindet sich der bekannte aktive Leuchtturm Chicken Rock Lighthouse.

## Geographie
Die Insel ist 2,5 km² groß und ein Vogelschutzgebiet. Vor allem Sturmvögel können während der Brutzeit gesichtet werden. Die Insel beheimatet ebenfalls Kolonien von Seehunden. Bei der letzten Volkszählung im Jahr 2006 gab es nur zwei Einwohner auf der Insel. Es handelte sich um Mitarbeiter der Vogelwarte, die in der Saison auf der Insel wohnen. Auf der Insel existieren vier Leuchttürme, die jedoch nicht mehr alle in Betrieb sind.

## Geschichte
Bis 1939 befand sich die Insel im Privatbesitz der Familie Keig. Danach wurde die Insel von F. J. Dickens aus Silverdale, Lancashire, erworben, der sie dem National Trust als Vogelschutzgebiet schenkte.
Die Insel gehört politisch ebenso wie die benachbarten Felsen zur Gemeinde (parish) Rushen. Eigentümer der Insel sowie des Calf Sound ist heute die Non-Profit-Organisation Manx National Heritage.
Eine Cross Slab, die wahrscheinlich Longinus zeigt, der dem gekreuzigten Christus eine Lanze in die Seite sticht, stammt vom Calf of Man.